# Ancela
Ancela (en francès Ancelle) és un municipi francès situat al departament dels Alts Alps i a la regió de Provença – Alps – Costa Blava.

## Demografia
| 1836                                       | 1962 | 1968 | 1975 | 1982 | 1990 | 1999 | 2006 | 2013 |
| ------------------------------------------ | ---- | ---- | ---- | ---- | ---- | ---- | ---- | ---- |
| 1183                                       | 552  | 589  | 641  | 649  | 600  | 619  | 784  | 896  |
| Des de 1962: població sense dobles comptes |      |      |      |      |      |      |      |      |

## Administració
| Període            | Identitat       | Partit |
| ------------------ | --------------- | ------ |
| abans de 1995-2020 | Gilbert Jourdan |        |
| 2020-              | Florent Basso   |        |